# Laureano Márquez
Laureano Olegario Márquez Pérez (Güimar, 16 de julio de 1963) es un humorista y politólogo venezolano nacido en las Islas Canarias, España.

## Biografía
Estudió ciencias políticas en la Universidad Central de Venezuela (UCV), algo que influyó definitivamente en su obra, puesto que siempre se ha centrado en la crítica política.
Durante gran parte de los años ochenta y noventa fue guionista y actor del programa de humor Radio Rochela transmitido por RCTV donde se recuerda su imitación del papa Juan Pablo II. En 1991, escribe el guion del disco "Las Odas de Emilio Lovera" interpretado por su colega el actor cómico Emilio Lovera. La producción fue vetada y sus responsables fueron citados a comparecer ante el Ministerio de Transporte y Comunicaciones. La razón argumentada era que con ese álbum se ofendió verbalmente al presidente Carlos Andrés Pérez, así como a muchas otras figuras políticas de entonces. Salió de La Rochela en 1998 y se dedicó a escribir y actuar en diversas obras teatrales, como La Reconstituyente, Laureamor y Emidilio, entre otras.
Por casi una década, estuvo en los "Jueves de Humor", del programa radial "Estamos en KYS", difundido a nivel nacional por el Circuito Digital KYS todos los jueves de 7 a 9 de la mañana, junto a los periodistas Alba Cecilia Mujica y Sergio Novelli; acompañado por el humorista bejumero Gilberto González, conocido en Venezuela por las imitaciones de Marta Colomina y la del periodista, Miguel Ángel Rodríguez, quien conducía el polémico programa matutino "La Entrevista" de Radio Caracas Televisión, canal al cual, el difunto presidente Chávez revocó la concesión de señal abierta e incluso después, tampoco le permitió continuar al aire a través de la televisión por suscripción. 
En 1996 Laureano Márquez realizó junto a  Emilio Lovera el programa de Humor a primera vista en Radio Caracas Televisión, programa que se diferenciaba en mucho a Radio Rochela debido a un humor más "preparado" sin embargo debido al bajo rating del espacio fue cancelado al poco tiempo, en 1998 también con Emilio Lovera conducen el espacio radial Qué broma tan seria a través de la emisora Kiss FM, programa de corte humorístico de fuerte crítica política durante las elecciones generales que se realizaban ese mismo año.
En 2000 tuvo una breve aparición como anfitrión del programa Futuro Seguro, transmitido por Televen. Sin embargo, esto no duró mucho, y desde entonces no ha vuelto a formar parte de ningún canal de televisión. Sin embargo, en 2004 participó en el programa Video Match, un reality show de humoristas latinoamericanos organizado por la televisora argentina Telefe. Márquez se llevaría el primer lugar en dicha competición.
En 2010 realiza junto a Emilio Lovera una presentación llamada Vicente y Nario, una serie de relatos históricos y humorísticos para homenajear el Bicentenario de la Independencia de Venezuela.
Un punto destacado en la carrera humorística de Laureano, es su empeño en dejar un legado de nuevos artistas de la comedia. Es así como forma La Degeneración de Relevo: un grupo de jóvenes comediantes, que tras su apoyo, no tardaron en volverse foco del entretenimiento nacional, e impulsores del Stand up Comedy en Venezuela. Entre ellos destaca, Reuben Morales, Carlos León, Franártur Duque y Bobby Comedia.
Como escritor ha publicado tres libros de humor: Se sufre pero se goza, El Código Bochinche y Amorcito corazón. Además, suele ser colaborador del periódico Tal Cual, donde ha tenido una columna fija y eventualmente ha sido el responsable del editorial "Humor en Serio", por lo general, los días viernes.